# ميكاه براون
ميكاه براون (بالإنجليزية: Micah Brown)‏ هو لاعب كرة القدم الكندية أمريكي، ولد في 12 يونيو 1986 في جزيرة ستاتن في الولايات المتحدة.